# Adam Willaerts
Adam Willaerts (Londres o Anvers, batejat el 21 de juliol de 1577 - Utrecht, 4 d'abril de 1664) fou un pintor barroc neerlandès, especialitzat en pintures de marines.

## Biografia
Willaerts va ser batejat el 21 de juliol de 1577 a Londres, encara que d'altres fonts el suposen nascut a Anvers d'on eren originaris els seus pares, els qui haurien abandonat la ciutat per motius religiosos. El 1585 la família es va establir a Leiden i el 1597 Adam va fixar la seva residència a Utrecht, on romandria fins a la seva mort, ingressant el 1611 en el gremi de Sant Lluc de la ciutat, del qual el 1620 va ser escollit degà. Els seus fills Cornelis, Abraham i Isaac van continuar l'ofici del pare, encara que van diversificar els gèneres tractats.

## Obra
Dedicat a la pintura de marines, ja es tractés de desembarcaments, batalles o pesques, freqüentment vistes des de la platja on es desenvolupen d'altres escenes costumistes, com els mercats de peix, la seva pintura es va mantenir sempre enganxada a formulismes tradicionals, com l'equilibri entre els plans de la composició i la representació esquemàtica de l'onatge marí, aliè als nous corrents naturalistes. Ocasionalment les seves marines van reflectir fets històrics, com l'enfrontament naval entre holandesos i espanyols enfront de Gibraltar, representat la Derrota dels espanyols enfront de Gibraltar per una flota al càrrec de Jacob van Heemskerk, 25 d'abril de 1607 del Rijksmuseum d'Amsterdam, o La batalla de Gibraltar, 25 d'abril de 1607, ingressada l'any 2000 al Museu del Prado, 4 i dipositada al Museu Naval de Madrid.

## Galeria

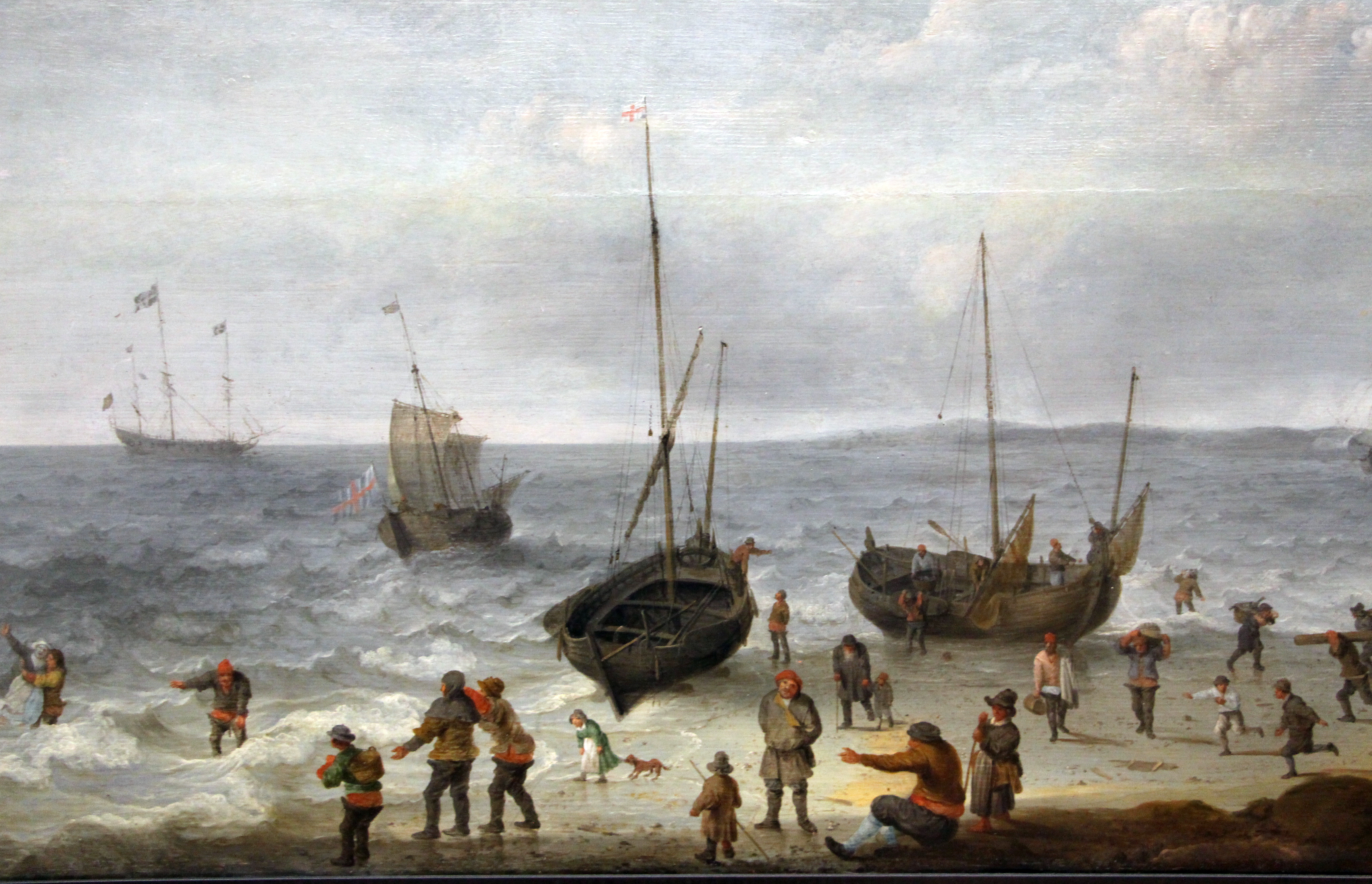
La Pesca
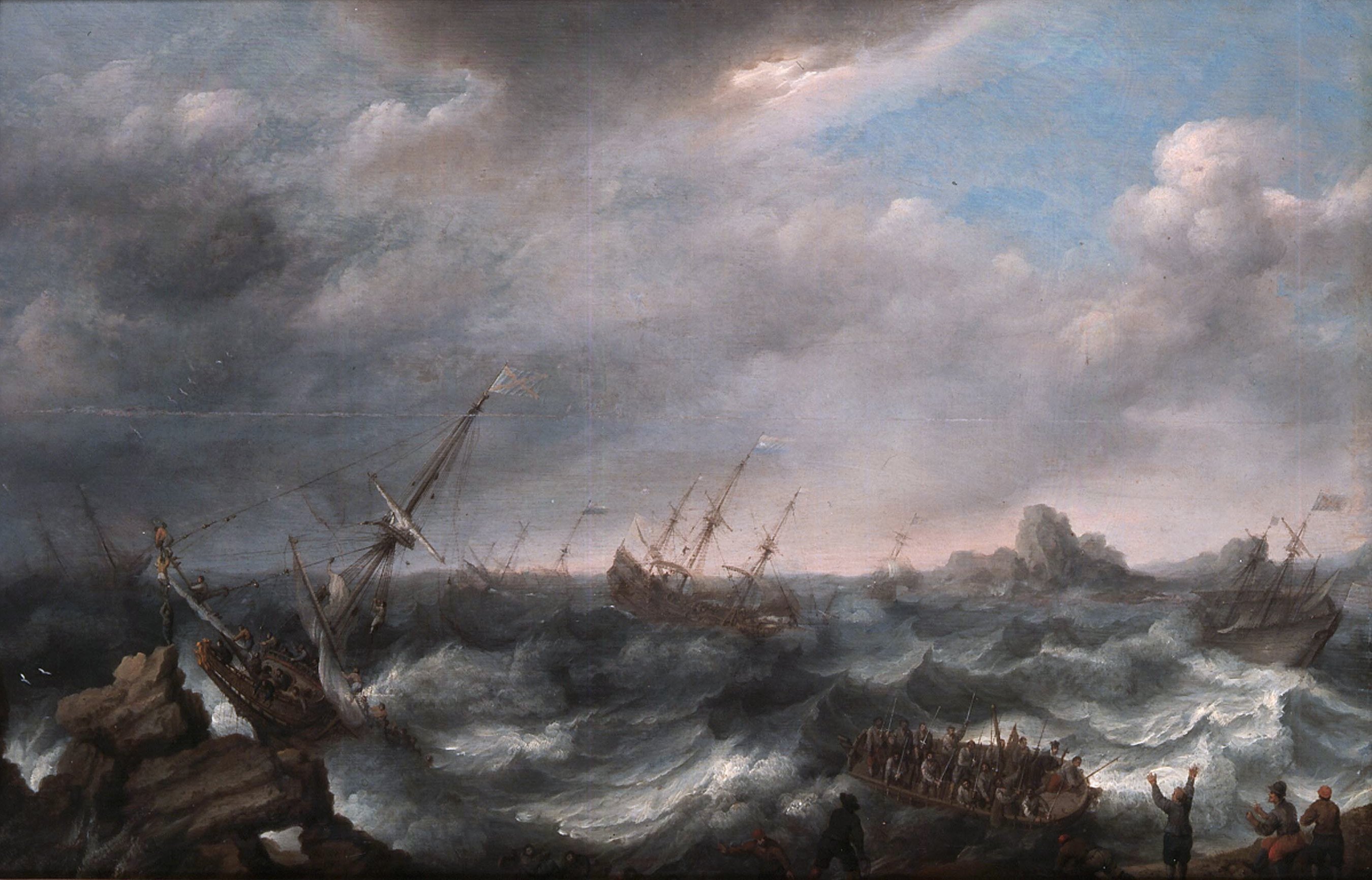
Naufragi en un mar tempestuós
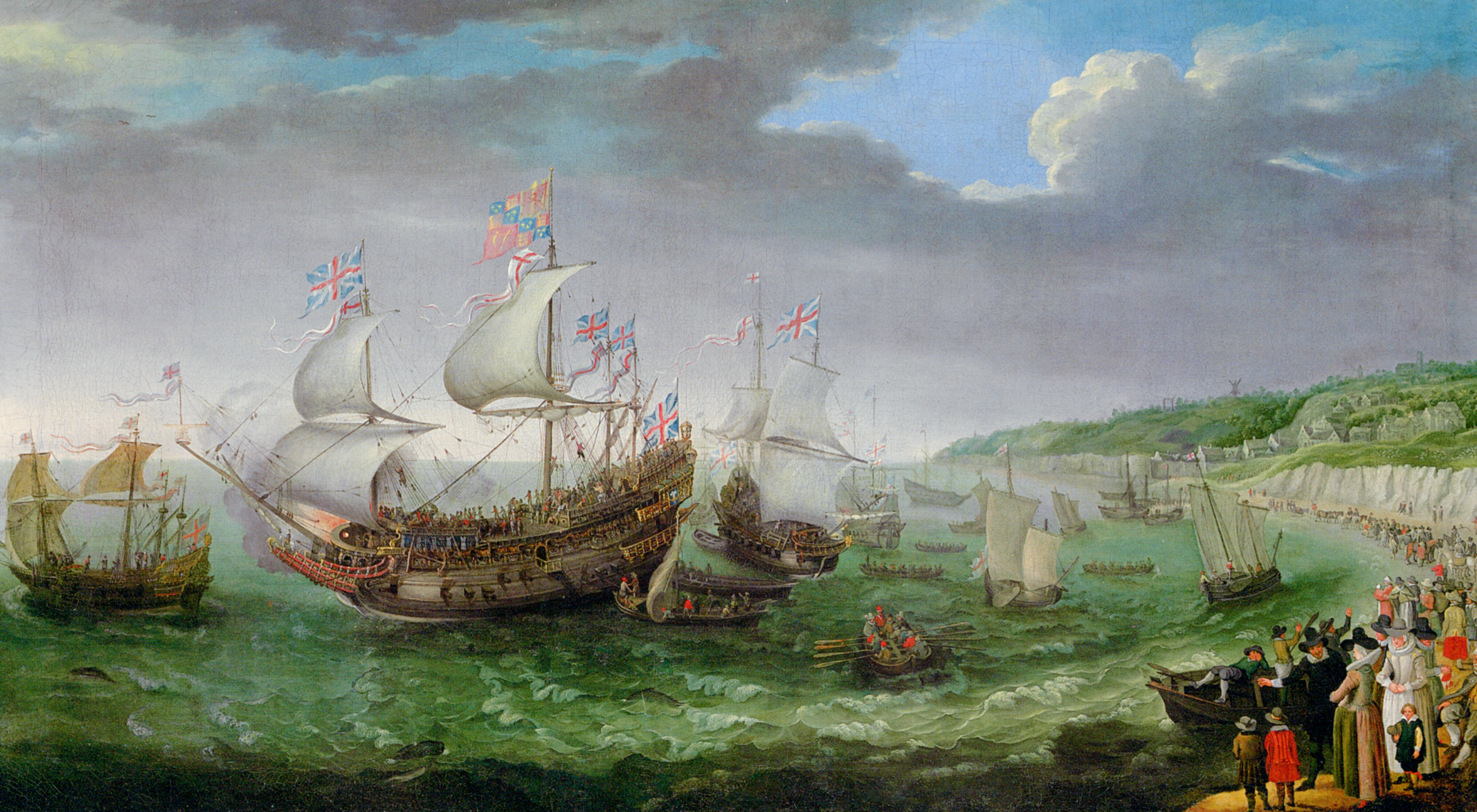
L'embarcament de l'elector palatí
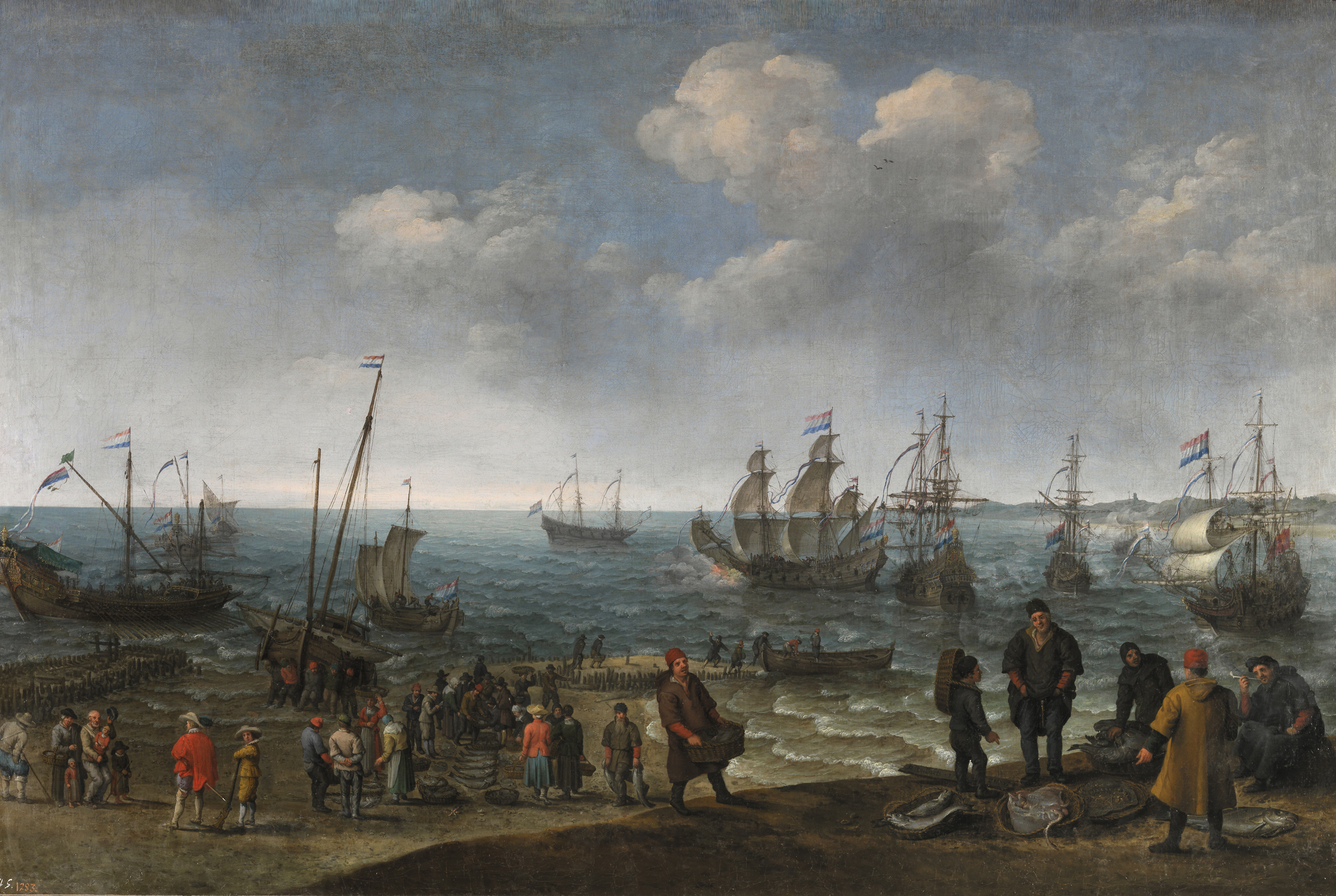
Platja amb pescadors